# Ранжел, Диогу
Диогу Сантос Ранжел (порт. Diogo Santos Rangel; 19 августа 1991, Сан-Паулу, Бразилия) — бразильский защитник клуба «Боависта» из Сакуаремы. С 2011 по 2017 год имел восточнотиморское гражданство.

## Клубная карьера
В футбол начал играть на родине, занимался в академиях таких клубов, как «Португеза Деспортос», «Васко да Гама» и «Палмейрас». После выступлений за молодёжную сборную Восточного Тимора остался в Азии, подписав контракт с местным «Дили Юнайтед».
8 ноября 2012 года, после двухнедельного просмотра, подписал трёхлетний контракт с индонезийским клубом «Шривиджая». Дебютировал 5 января 2013 года в домашнем матче с «Персиба Баликпапан», выйдя в стартовом составе. Первый гол забил 20 января в гостевом матче с «Бали Юнайтед». В мае перешёл в клуб «Гресик Юнайтед» на правах аренды до конца сезона. Дебютировал 14 мая в домашней игре с «Персива», выйдя в стартовом составе. Первый гол забил 28 июля в гостевом матче с «Бали Юнайтед», принеся голом с пенальти своей команде победу.
В марте 2014 года перешёл в клуб Кей-лиги 2 «Тэджон Ситизен». Дебютировал 22 марта в гостевом поединке с «Сувоном», выйдя в стартовом составе. В июле перешёл в другой клуб лиги, «Канвондо». Дебютировал 6 июля в гостевом матче со своим бывшим клубом, заменив на 82-й минуте Ким Юн Хо. Несмотря на всего одну сыгранную игру и уход из клуба, Ранжел в составе «Тэджон Ситизен» стал победителем чемпионата.
Зимой 2015 года присоединился к тайскому «Осотспа Самутпракан». Дебютировал 14 февраля в домашнем матче с «Супханбури», выйдя в стартовом составе. Первый гол забил 27 июня в домашней встрече с «Бангкок Гласс», принеся своей команде победу. Летом перешёл в «Брагантино», тогда выступавший в Серии B. В чемпионате так и не дебютировал.
Зимой 2016 года перешёл в клуб Тай Первого дивизиона «Сонгкхла Юнайтед». Через год присоединился клубу бразильской Серии C «Ботафого». Дебютировал 5 февраля в домашнем матче Кубка Нордесте с «Витория», выйдя на замену на 72-й минуте. Позже перешёл в клуб Лиги Паулисты 2 «Сан-Каэтано». Дебютировал 13 апреля в гостевом матче с «Португеза Деспортос», выйдя в стартовом составе.
Зимой 2018 года перешёл в клуб Лиги Гояно «Анаполина». Дебютировал 17 января в гостевом матче с «Гремио Анаполис», выйдя в стартовом составе. Летом перешёл в молдавский клуб «Заря» из Бельц. Дебютировал 4 августа в домашнем матче со «Сперанцой», выйдя в стартовом составе.
В апреле 2019 года перешёл в клуб Серии C «Сампайо Корреа». Дебютировал 28 апреля в гостевом матче с «Конфиансой», выйдя в стартовом составе. 19 июля подписал контракт с клубом гонконгской Премьер-лиги «Ли Ман». Дебютировал 1 сентября в домашней игре с «Гонконг Пегасус», заменив на 91-й добавленной минуте Ченг Сю Квана. Первый гол забил 2 ноября в гостевом матче с «R&F», выйдя в стартовом составе. 21 января 2020 года контракт с игроком был расторгнут.
4 февраля 2021 года присоединился к клубу Лиги Паранаэнсе «Толеду». Дебютировал 11 марта в домашнем матче с «Риу-Бранку», выйдя в стартовом составе. Зимой 2022 года перешёл в клуб Лиги Кариоки «Боависта». Дебютировал 26 января в домашнем матче с «Ботафого». Первый гол забил 18 февраля в гостевом матче с «Португеза Сантиста», открыв счёт в матче. Весной присоединился к клубу Лиги Минейро 2 «Бетин». Осенью вернулся в «Боависта».

## Карьера в сборной
С 2011 года выступал за молодёжную сборную Восточного Тимора. Дебютировал 25 октября 2011 года в матче со сборной Индонезии. За первую сборную дебютировал 5 октября 2012 года в матче отбора к Чемпионату АСЕАН со сборной Камбоджи, выйдя в стартовом составе и забив гол. 19 января 2017 АФК заявила, что Ранжел и ещё 11 бразильских футболистов не имеют права выступать за Восточный Тимор. Два месяца спустя Министерство юстиции Восточного Тимора объявило паспорт футболиста «недействительным».

## Достижения

### Клубные

#### «Шривиджая»
- Обладатель Межостровного кубка Индонезии: 2012

#### «Тэджон Ситизен»
- Победитель Кей-лиги 2: 2014